# 화궈펑
화궈펑(华国锋(중국어 간체자: 华国锋, 정체자: 華國鋒, 병음: Huà Guófēng, 한자음: 화국봉), 1921년 2월 16일~2008년 8월 20일)은 산시성(山西省)의 뤼량의 자오청 출생으로 중화인민공화국의 정치인이고, 제2대 중화인민공화국 국무원 총리 및 중공 대륙 본토 과도정부수반 권한대행 등을 지냈다.
아울러 그는 중화인민공화국 공산당 중앙위원장 겸 중앙군사위원장을 지내다가, 1981년 6월 28일 당시 77세의 덩샤오핑한테 축출됐다.
그의 원래 본명은 쑤주(중국어 간체자: 苏铸, 정체자: 蘇鑄, 병음: Sū Zhù, 한자음: 소주)이나 항일 운동 시절에 중화구국선봉대(中華救國先鋒隊)의 이름을 따서 현재의 이름으로 바꾸었다. 1976년 2월 2일부터 1980년 9월 10일까지 국무원 총리를 지낸 그는 1976년 10월 7일부터 1981년 6월 28일까지 중국공산당의 중앙위원회 주석을 잠시 겸직하였으며 후임 중공 국무원 총리 직은 중공 최고지도자인 덩샤오핑(鄧小平)이 1978년 12월 22일까지 2년간 수행하였다.

## 생애
1940년부터 고향에서 항일 게릴라 활동을 전개, 1949년의 중화인민공화국 성립 후에 마오쩌둥의 고향인 후난성 샹인현에서 당 서기를 맡았다.
그 후 문화대혁명에서는 후난 성의 제1서기가 되어 마오쩌둥의 충실한 부하로서 승진했다. 공안부장으로부터, 1975년에는 국무원 제1부총리에 취임하였고, 당내 서열도 제6위가 되었다. 1976년 1월에는 저우언라이의 사망으로 총리 대리와 당의 제1부주석이 되었다(총리 대리는 왕훙원이 유력시되었지만 화궈펑이 임명되었다). 그리고 같은 해 9월에 마오쩌둥이 사망하면서 당 주석과 중앙군사위원회 주석의 자리에 올랐다.
1976년 4월 30일, 마오쩌둥으로부터 "당신이 하면, 나는 안심이다"라고 하는 부탁을 받았다고 전해지고 있다. 그러나 중국공산당 중앙문헌연구실의 《마오쩌둥전》에서는 이 내용이 부정되고 있다.
이것은 당시 마오쩌둥의 개인 비서였던 장위펑(張玉鳳)의 수기를 인용한 것으로, 국제상의 문제에 대해 묻는 화궈펑에게 '기정의 방침에 따라 줄 수 있다. 당신이 하면 나는 안심이다'라고 말한 것에 지나지 않고, 이는 사실에도 맞지 않는다.

그렇지만 여러 문건에는 일관되게, 이상의 마오쩌둥의 말이 화궈펑이 4인방의 공격에 참을 수 없게 되어 마오쩌둥에게 사의를 표명했을 때, 당시 말을 하지 못했던 마오쩌둥이 종이에 썼다고 전해지고 있다. 그 후의 정치국 회의에서 그 종이를 정치국원 등에게 보이고 공격을 극복했다고 전해진다.
같은 해 10월 6일에 문화대혁명의 주도자인 장칭이나 장춘차오 등의 사인방을 체포하였다. 이것은 마오쩌둥의 사후에 격화하고 있던 당내 대립을 단번에 해결하였고 문화대혁명을 사실상 종결시키는 계기가 되었다.
1977년에는 2개의 범시론을 표방하면서 문화대혁명에는 시시비비를 가렸지만, 이전에 실권파였다가 실각하여 박해받았던 덩샤오핑 등에게는 강력한 비판을 받았다. 그리하여 1980년에는 국무원 총리직을, 그리고 다음 해 1981년에는 당 주석직을 사임하였다. 사인방만큼은 급진적이지 않았지만, "문화혁명기"의 색채가 남아 있던 정치인 화궈펑은 덩샤오핑 등과 격렬한 권력투쟁을 전개하였고 최종적으로 권력에서 밀려났다.
다만, 그 후에도 2002년 11월에 은퇴할 때까지 중국 공산당의 중앙위원을 맡았다. 외국 미디어와의 접촉을 끊었기 때문에 중국 국내에서 그의 동정이 전해지는 것은 지극히 드물었지만 어느 정도의 정치적 활동은 인정되었다고 생각되고 있다.

## 지도자로서의 평가

### 내치
총리나 당주석으로 취임했을 때는 문화대혁명의 말기로, 혼란한 중국 사회를 재건하는 것이 급선무였다. 그 최초의 행동이 4인방의 체포이며, 그 후에는 공산당의 지도성을 유지하면서, 사회의 안정을 되찾으려고 하는 시도를 계속하였다. 다만, 그 자신이 문화대혁명의 시기에 대두하여 마오쩌둥 사상의 신봉자였기 때문에, 4인방에 늘어서는 당내 좌파의 배제는 완만하고, 그 한편에서는 덩샤오핑 등 개혁파의 대두도 억누를 수 없었기 때문에, 당내에서는 불안정한 입장이었다.
그 애매함은 경제 운영에도 반영되어 인민공사의 해체는 신중하게 진행되었다. 이 시기는 중국이 덩샤오핑의 지도로 개혁과 개방정책에 의한 급속한 경제발전으로 진행되는 전단계였다고 말할 수 있다. 당 주석으로 취임한 다음에 마오쩌둥의 초상화 옆에 자신의 초상화를 장식했다.

### 외교
마오쩌둥, 저우언라이 시대 말기의 외교 노선을 답습하여, 소비에트 연방과의 대립을 진전시켰다.
1979년 미국(지미 카터 대통령)과의 수교가 이뤄지면서, 미국으로 하여금 「중국을 대표하는 유일한 정통 정부」이라는 입장을 인정하게 만들었다. 다만, 미국은 이 수교에 의해서 자동적으로 외교 관계를 단절한 중화민국 정부와도 실질적인 협력관계를 유지했기 때문에 중화인민공화국은 미국에 의한 대(對)대만 군사원조 등을 완전히 막지는 못했다. 또, 일본의 후쿠다 다케오 총리와 1978년에 중일평화우호조약을 체결하여 전쟁 상태를 완전히 종결시켰다.
한편, 소련(레오니트 브레즈네프 공산당 서기장)과의 대립은 여전히 심각하여, 국경에서 인민해방군이 소련의 침공에 대비하였다. 중일평화우호조약 체결 시에, 중화인민공화국측이 소련을 염두에 두고 "패권주의에 반대한다"라는 내용의 조문을 포함시키자고 주장하였으나 결국 "제3국"이라는 표현으로 절충하였다.
또, 1978년 1월에 소련의 지원을 받은 베트남이 캄보디아를 침공하여 폴 포트의 크메르 루주를 무너뜨리면서, 폴 포트 정권과 우호적인 관계였던 중화인민공화국은 이에 대해 격렬하게 반발하였다. 1979년 1월에는 "응징" 한다며 베트남을 침공하였다.(중월전쟁) 그렇지만, 인민해방군은 큰 손해를 내고 어중간한 상태로 전쟁을 마쳤고, 군사와 외교의 양면에서 얻는 것이 거의 없이 끝냈다. 그 후에도, 캄보디아 내전에서 폴 포트파를 지원하여 베트남과 외교 관계를 단절되었다.

## 4인방 체포와 화궈펑
지금까지 4인방의 체포에 대해서는, 예젠잉 중앙군사위원회 부주석이 중심이 되어 모의하였고, 망설이는 화궈펑에게 결단을 강요했다는 견해가 있었다. 스스로 마오쩌둥 사망 다음날에 4인방 체포를 결단하였고, 예젠잉 등 당의 원로들과 사전에 교감을 가졌다고 화궈펑 본인이 증언했다는 설도 있다.